# 200
200 је била преступна година.

## Догађаји
- Људска популација достиже око 257 милиона.
- Цар Септимије Север посећује провинције Сирију, Палестину и Арабију.
- Провинција Нумидија је одузета од афричког проконзула и постаје царска провинција.
- Рудрасена I, сака владар из династије Западних сатрапа, постаје краљ Малве у Индији.
- Битка код Гуандуа: Кинески војсковођа Цао Цао побеђује свог ривала Јуан Шаоа.
- У Јапану, Химико, чија се престоница налази у Јаматају, проширује своју власт на бројне кланове.
- Класично доба мајанске цивилизације почиње.
- Паракас култура у Андима се завршава.
- Направљен је Северски тондо, који приказује Септимија Севера, Јулију Домну и њихову децу Гету и Каракалу, из Фајума, Египат. Сада се чува у Државном музеју у Берлину
- Јеврејски учењак из Ерец Израела, Јуда ха-Наси, саставља трактате Мишне, стварајући талмудски закон.
- Климент Александријски осуђује употребу музичких инструмената уместо људских гласова у хришћанској музици.
- Браманизам еволуира у хиндуизам.

## Рођења
- Кипријан, римски епикоп и писац (умро 258)
- Диофант, грчки математичар и писац
- Марко Клаудије Тацит, римски цар (умро 276)
- Новацијан, римски антипапа и теолог (умро 258)
- Валеријан I, римски цар (умро 260/264)
- Џанг Чангпу, кинеска конкубина (умро 257)

## Смрти
- Квинт Емилије Сатурнин, римски префект
- Сун Це, кинески генерал и војсковођа (рођен 175)
- Тјан Фенг, кинески званичник, саветник и политичар
- Сју Гонг, кинески званичник, управник и војсковођа
- Женг Сјуан, кинески филозоф и писац (рођен 127